# Olympische Winterspelen 1984
De XIVe Olympische Winterspelen werden in 1984 gehouden in Sarajevo, Joegoslavië. Sapporo (Japan) en Falun/Göteborg (Zweden) stelden zich ook kandidaat.
Dit waren de eerste Winterspelen die in een socialistisch land werden gehouden, en de eerste met Juan Antonio Samaranch als voorzitter van het IOC.

## Hoogtepunten
- De mascotte van deze Spelen was Vučko de wolf.
- De openingsceremonie werd gehouden op 8 februari in het Koševostadion, dat voor de gelegenheid was omgedoopt in het Olympisch Stadion Koševo.
- Een van de sponsors van deze Winterspelen was het automerk Chevrolet.
- Voor het eerst stond de 20 kilometer langlaufen op het programma voor de vrouwen.
- Jure Franko (skiën) won de eerste olympische wintermedaille voor Joegoslavië: hij won zilver op de reuzenslalom.
- De Finse Marja-Liisa Hämäläinen won bij de vrouwen alle individuele onderdelen van het langlaufen.
- Gaétan Boucher (Canada) won drie medailles bij het schaatsen.
- Bij het vrouwenschaatsen was de DDR oppermachtig, zij wisten 9 van de 12 beschikbare medailles te winnen.
- Het Britse kunstrijpaar Jayne Torvill en Christopher Dean kreeg voor zijn vrije kür op muziek van Ravels Bolero de perfecte score.
- De Oost-Duitse schaatsster Katarina Witt won het kunstrijden.
- De Oost-Duitse Karin Enke veroverde twee gouden (1000 m en 1500 m) en twee zilveren (500 m en 3000 m) medailles.

## Belgische prestaties
- Drie Belgen namen deel aan de Winterspelen in Sarajevo. De twee skiërs en de kunstrijdster haalden geen medailles.

## Nederlandse prestaties
- Tijdens de openingsceremonie werd het Nederlandse team (negen mannen en vier vrouwen) voorafgegaan door Hilbert van der Duim (schaatsen) die de vlag droeg.
- Voor het eerst sinds de Winterspelen van 1956 wint Nederland geen enkele medaille.
- De 19-jarige Yvonne van Gennip, die later de koningin van de spelen van 1988 zou worden, haalt de vijfde plaats op de 3000 meter en zesde op de 1000 meter. Zij mocht de Nederlandse vlag dragen bij de slotceremonie.

## Disciplines
Tijdens de Olympische Winterspelen van 1984 werd er gesport in zes takken van sport. In tien disciplines stonden 39 onderdelen op het programma.
| Olympische sport | Discipline         | Onderdelen                | Onderdelen            | Onderdelen                        | Onderdelen                        | Onderdelen                        |
| ---------------- | ------------------ | ------------------------- | --------------------- | --------------------------------- | --------------------------------- | --------------------------------- |
| Biatlon          | Biatlon            | 10 km (m)                 | 20 km (m)             | 4x 7,5 km (m)                     | 4x 7,5 km (m)                     | 4x 7,5 km (m)                     |
| Bobsleeën        | Bobsleeën          | 2-mansbob                 | 4-mansbob (m)         | 4-mansbob (m)                     | 4-mansbob (m)                     | 4-mansbob (m)                     |
| Rodelen          | Rodelen            | 1-persoons (m)            | 1-persoons (v)        | dubbel (open)                     | dubbel (open)                     | dubbel (open)                     |
| Schaatssport     | Kunstrijden        | mannen                    | vrouwen               | paren                             | ijsdansen                         | ijsdansen                         |
| Schaatssport     | Schaatsen          | 500 m (m) 500 m (v)       | 1000 m (m) 1000 m (v) | 1500 m (m) 1500 m (v)             | 5000 m (m) 3000 m (v)             | 10.000 m (m)                      |
| Skisport         | Alpineskiën        | afdaling (m) afdaling (v) | slalom (m) slalom (v) | reuzenslalom (m) reuzenslalom (v) | reuzenslalom (m) reuzenslalom (v) | reuzenslalom (m) reuzenslalom (v) |
| Skisport         | Langlaufen         | 15 km (m) 5 km (v)        | 30 km (m) 10 km (v)   | 50 km (m) 20 km (v)               | 4x10 km (m) 4x5 km (v)            | 4x10 km (m) 4x5 km (v)            |
| Skisport         | Noordse combinatie | individueel (m)           | individueel (m)       | individueel (m)                   | individueel (m)                   | individueel (m)                   |
| Skisport         | Schansspringen     | normale schans (m)        | normale schans (m)    | grote schans (m)                  | grote schans (m)                  | grote schans (m)                  |
| IJshockey        | IJshockey          | mannen                    | mannen                | mannen                            | mannen                            | mannen                            |

### Mutaties
| Sport      | Nieuw     | Verdwenen (t.o.v. 1980) | Wijzigingen/Opmerkingen |
| ---------- | --------- | ----------------------- | ----------------------- |
| Langlaufen | 20 km (v) |                         | Nu 8 onderdelen         |
|            | 1         | 0                       | 0                       |

## Medaillespiegel
Er werden 117 medailles uitgereikt. Het IOC stelt officieel geen medailleklassement op, maar geeft desondanks een medailletabel ter informatie. In het klassement wordt eerst gekeken naar het aantal gouden medailles, vervolgens de zilveren medailles en tot slot de bronzen medailles.
In de volgende tabel staat de top-10. Het gastland heeft een blauwe achtergrond en het grootste aantal medailles in elke categorie is vetgedrukt.
Zie de medaillespiegel van de Olympische Winterspelen 1984 voor de volledige weergave.
| Plaats | Land                     | NOC | Goud | Zilver | Brons | Totaal |
| ------ | ------------------------ | --- | ---- | ------ | ----- | ------ |
| 1      | DDR                      | GDR | 9    | 9      | 6     | 24     |
| 2      | Sovjet-Unie              | URS | 6    | 10     | 9     | 25     |
| 3      | Verenigde Staten         | USA | 4    | 4      | 0     | 8      |
| 4      | Finland                  | FIN | 4    | 3      | 6     | 13     |
| 5      | Zweden                   | SWE | 4    | 2      | 2     | 8      |
| 6      | Noorwegen                | NOR | 3    | 2      | 4     | 9      |
| 7      | Zwitserland              | SUI | 2    | 2      | 1     | 5      |
| 8      | Canada                   | CAN | 2    | 1      | 1     | 4      |
| 8      | Bondsrepubliek Duitsland | FRG | 2    | 1      | 1     | 4      |
| 10     | Italië                   | ITA | 2    | 0      | 0     | 2      |

## Deelnemende landen
Een recordaantal van 49 landen nam deel aan de Spelen. Britse Maagdeneilanden, Egypte, Monaco, Puerto Rico en Senegal debuteerden. Chili, Chinees Taipei, Marokko, Mexico, Noord-Korea, San Marino en Turkije maakten hun rentree. Alle landen die deelnamen in 1980, waren ook dit keer van de partij.
Voor Egypte kwam slechts één atleet in actie en deze skiër Jamil El Reedy is tot op heden ook de enige Egyptische deelnemer aan de Winterspelen.